# Portugals Grand Prix 1996
Portugals Grand Prix 1996 var det femtonde av 16 lopp ingående i formel 1-VM 1996. Detta är det senaste F1-loppet som körts i Portugal.

## Resultat
1. Jacques Villeneuve, Williams-Renault, 10 poäng
2. Damon Hill, Williams-Renault, 6
3. Michael Schumacher, Ferrari, 4
4. Jean Alesi, Benetton-Renault, 3
5. Eddie Irvine, Ferrari, 2
6. Gerhard Berger, Benetton-Renault, 1
7. Heinz-Harald Frentzen, Sauber-Ford
8. Johnny Herbert, Sauber-Ford
9. Martin Brundle, Jordan-Peugeot
10. Olivier Panis, Ligier-Mugen Honda
11. Mika Salo, Tyrrell-Yamaha
12. Ukyo Katayama, Tyrrell-Yamaha
13. David Coulthard, McLaren-Mercedes
14. Ricardo Rosset, Footwork-Hart
15. Giovanni Lavaggi, Minardi-Ford
16. Pedro Lamy, Minardi-Ford

### Förare som bröt loppet
- Mika Häkkinen, McLaren-Mercedes (varv 52, kollision)
- Jos Verstappen, Footwork-Hart (47, motor)
- Pedro Diniz, Ligier-Mugen Honda (46, kollision)
- Rubens Barrichello, Jordan-Peugeot (41, snurrade av)

## VM-ställning
| Förarmästerskapet 1. Damon Hill, Williams-Renault, 87 2. Jacques Villeneuve, Williams-Renault, 78 3. Michael Schumacher, Ferrari, 53 | Konstruktörsmästerskapet 1. Williams-Renault, 165 2. Benetton-Renault, 65 3. Ferrari, 64 |